# Колос (футбольний клуб, Краснодар)
«Колос» — колишній російський футбольний клуб з Краснодару. Заснований в 1991 році. Найвище досягнення — 14 місце в зоні «Захід» першої ліги в 1993 році. Припинив своє існування в 1996 році, знявшись із змагань другої ліги після 18 матчів.

## Відомі гравці
- Прудников Олексій
- Саєнко Олександр
- Чичкін Андрій
- Станіслав Тюленєв